# Azas
Azas (em occitano:  Asàs) é uma comuna francesa na região administrativa da Occitânia, no departamento do Alto Garona. Estende-se por uma área de 12.83 km², com 664 habitantes, segundo o censo de 2018, com uma densidade de 52 hab/km².